# 四日市市立富洲原小学校
四日市市立富洲原小学校（よっかいちしりつ とみすはらしょうがっこう）は、三重県四日市市富州原町（富洲原地区富田一色甚五兵衛町自治会区域）にある公立小学校。

## 概要
校名は、旧三重郡富洲原町を前身とする地区名の「富洲原」に由来する。
富洲原小学校は、平成期になり1学年3クラス100人前後の少人数となったが、かつて団塊の世代が在学していた伊勢湾台風の被害があった頃までは、三重県第2位の規模の1学年で7クラス300人以上の児童がいて、全校で約2000人の児童がいるマンモス校であった。少子化の進行と富田一色地区の急激な人口減少と東洋紡績富田工場社宅の宮町自治会の消滅が児童数減少の要因である。卒業生の多くは四日市市立富洲原中学校へ進学する。富洲原小学校を卒業した35年後（年齢が47歳となった年）に講堂で開催される富洲原小学校の同窓会の名称は「三錨会」である。

## 学校の特色
- 富洲原小学校のシンボル植物は講堂付近に植えられたすずかけの木である。
- 職員室付近の水槽に節足動物のカブトガニが飼育されていて、ウサギや鶏を飼育する飼育委員会や職員室の前で花壇作りをする園芸委員会など自然活動が盛んである。
- 1991年（平成3年）頃から1年生対6年生の兄弟学級と、2年生対4年生の兄弟学級と、3年生対5年生の兄弟学級が開催されるようになった。一輪車や竹馬などの遊具もこの頃から入荷された。
- 各町別の自治会制度によって子供会の組織が形成されている。以下は代表的な自治会の子供会である。
  1. 東洋町自治会（東洋町子供会）
  2. 西元町自治会（西元町子供会）
  3. 東西平町自治会（東西平町子供会）
  4. 住吉町自治会（住吉町子供会）
- 他にも複数の富田一色地区各町子供会と天ヶ須賀地区各町子供会と松原地区各町子供会など複数の子供会がある。
- 連合自治会制度によって各地区別の子供会が形成されている。
  1. 富田一色地区連合自治会（富田一色子供会）
  2. 天ヶ須賀地区連合自治会（天ヶ須賀子供会）
  3. 松原地区連合自治会（松原子供会）
- 各自治会と各連合自治会（地区）ごとに子供会があり、男女別や男女混合で集団登校や地域活動をする。

## 教育方針
- 校歌の歌詞の一部にあるように「本気に元気に根気よく取り組む子」の育成を目指している。意味は以下である。
  1. 本気（一生懸命努力して）に
  2. 元気（体力つくりと健康教育）に
  3. 根気（精神力を鍛える）よくである。
- 「夢と希望に向かって、心豊かに育ち合う子どもを育てる」を学校教育目標にしている。四日市市立富洲原中学校と四日市市立富洲原小学校が富洲原小学校1年生から6年生までと富洲原中学校1年生から3年生までの合計9年間の義務教育の期間に継続して実施する共同教育に取り組んでいる。同じ富洲原地区のみを校区とする1小学校1中学校の富洲原小学校から富洲原中学校に進学するルートを対象とする小中一貫教育として富洲原小学校と富洲原中学校の教師の連携によって「基礎学力を身につけるための指導のあり方」を共同研究している。

## 学校行事
- 学校行事は3年生の時に社会見学と総合学習を兼ねた授業の富洲原地区の探検で松原地区の元町通りの富洲原四九の市を見学する。社会見学では、3年生の時に四日市港と四日市港ポートビルへ行き、6年生の時に愛知県豊田市のトヨタ自動車の工場を見学する。5年生の時に自然教室に行き、四日市市水沢地区の少年自然の家で飯盒炊爨のカレーライス作りとキャンプファイヤーをする。6年生の時に修学旅行で1日目は奈良県の法隆寺と東大寺と奈良公園に行きその晩に京都市の新京極に宿泊して、2日目は京都市の金閣寺と東映太秦映画村と二条城と清水寺に行く。
- 運動会は1992年（平成4年度）まで紅白によるチーム分けだった。以下の分類であった。
  1. 紅組（1組・3組・5組）
  2. 白組（2組・4組・6組）
- 紅白制度が廃止された理由は昭和54年度生まれ（卒業生は男子61名で女子65名の合計126人）を最後に1学年4クラス120人以上の児童が存在しなくなり、紅白分離がしにくくなった事が背景である。1993年9月19日（平成5年度）からのチーム分けで以下の制度となったが平成末期の2010年代に3クラス中心から少子化の進行で大部分の学年が2クラスになった事から1組が紅組で2組が白組の紅白制度の運動会が復活した。
  1. 赤組（1組）
  2. 青組（2組）
  3. 黄組（3組）

## 校歌
1960年（昭和35年）に制定された校歌。
- 作詞： 伊藤信一（松原地区出身の元四日市市議会議員）
- 作曲： 伊藤亘行[1]

## 沿革

### 明治時代
- 1876年（明治9年） - 富田一色村の塩役運河沿いに富田一色村と松原村の子供を対象とする一色学校が創立される。（竜泉寺の鐘つき堂の南の酒倉を仮の校舎とした。男性教師が2名であり、男子生徒は44名、女子生徒が13名であった）。[2]
- 1877年（明治10年） - 天ヶ須賀村に幕末から明治維新後に天ヶ須賀の医師で教育者である野村良意・野村碩胤親子が開校した寺子屋を母体とする天ヶ須賀村の子供のみの天ヶ須賀学校が、天ヶ須賀本町のそろばん教室付近に創立される。[3]（明願寺の山門の両側に2つの教室と教師2名であった）。
- 1887年（明治20年） - 一色学校を一色尋常小学校と改称する。[4]
- 1887年（明治20年） - 天ヶ須賀学校を天ヶ須賀簡易科授業所と改称する。[4]
- 1889年（明治22年） - 町村制の施行で朝明郡富田一色村・朝明郡天ヶ須賀村・朝明郡松原村の3ヵ村が合併した事により朝明郡（その後の三重郡）富洲原村が発足する。
- 1893年（明治26年） -　一色尋常小学校と天ヶ須賀簡易科授業所が合併して、朝明郡（その後の三重郡）富洲原村立富洲原尋常小学校となる。[5]（教室は富田一色校舎と、天ヶ須賀校舎の各地区に分かれて、4年制であった。男性教師が5名で男子生徒が277名、女子生徒が218名であった）。天ヶ須賀の1年生は、明願寺の山門に通い、2年生は天ヶ須賀本町の校舎の野村医師宅のそばへ、3年生は、龍泉寺鐘つき堂南の学校へ通学して、4年生は小石川材木所付近の一色学校へ通学した。そのあとの4年間は、大矢知村他1か村組合立高等小学校に進学した。
- 1894年（明治27年） - 富洲原尋常小学校は、龍泉寺の南の校舎から、富田一色地区の大字屋敷に移転した。この校舎は、蛭子町・大黒町・弁天町にまたがり、西側が堀川（塩役運河）に面した位置である。天ヶ須賀地区の生徒は、住吉町の西側にある堤防の道を通って通学していた。
- 1896年（明治29年） - 三重郡富洲原村立富洲原尋常小学校と富洲原高等小学校の校地を富田一色の大字屋敷の区域に移転する工事が完了する。
- 1902年（明治35年） - 三重郡富洲原村立富洲原尋常高等小學校に改称される。高等科（2年制）を併設する。
- 1908年（明治41年） - 義務教育の期間が4年制から6年制に期間が延長となる。

### 大正時代
- 1916年（大正5年）9月30日 - 現在地の富田一色地区の甚五兵衛町自治会の区域に新校舎が新築されて、以後に同日を創立記念日とした。校地の買収は、当時富洲原村会議員であった、以下3人の有力者が中心的に取り組んだ。
  1. 2代目平田佐次郎（平田紡績社長）
  2. 伊藤平治郎（富洲原町議会議員）
  3. 渡部与助（富田一色出身の有力者で渡部与助魚問屋を代々経営していた）[6]

  - 川越村高松在住の地主である13代目内田巳巳太郎から再三の懇願の結果、保有していた田圃を譲り受けた土地である。
  - この甚五兵衛町（富田一色甚五兵衛町自治会）が選ばれた理由は以下である。
    1. 富田一色地区
    2. 天ヶ須賀地区
    3. 松原地区

  - 3地区のいずれの土地にかたよらず、ちょうど3地区の中間に位置したためである。
  - 甚五兵衛町は当時民家もなくて、富田一色の有力者が松原村（松原地区）から大字富田一色として土地を購入して松原地区から富田一色地区に編入して東洋紡績富田工場の敷地作りに使用されたトロッコの設備をそのまま利用して、朝明川より土砂を運搬して造成された土地である。大正時代に大正自由教育が実施される。（校舎の北側を除く周辺には黒松を、西側にポプラを、北と南側にはアカシアが植えられた）。
- 1923年（大正12年） - 少年団が結成される。富洲原村の町制施行により三重郡富洲原町立富洲原尋常高等小学校となる。
- 1926年（大正15年） - 富洲原町の役場が、富田一色甚五兵衛町の富洲原尋常小学校の東隣に移転する。富洲原尋常小学校の敷地内に富洲原町立実科高等女学校が創立される。

### 富洲原尋常小学校（富洲原尋常高等小学校）時代
教科
1. 修身
2. 国語
3. 算術
4. 国史
5. 地理
6. 理科
7. 図画
8. 唱歌
9. 体操
10. 裁縫（女子のみ）
11. 手工

- 1年生から3年生は、(1)富田一色男組、(2)富田一色女組、(3)天ヶ須賀と松原の男女共学組の3つの学級で編成されていた。4年生から6年生は進学希望者のために、(1)男女組、(2)男組、(3)女組に区分して能力別に学級が編成がされていた。明治42年度生まれは16名が進学した。[7]

### 昭和時代（戦前）
- 昭和初期に富洲原小学校の新築工事として以下の校舎が建設された。
  1. 第1校舎が新築された。
  2. 第2校舎が新築された。
  3. 第3校舎が新築された。
  4. 第4校舎が新築された。
  5. 第5校舎が新築された。
  6. 第6校舎が新築される。
- 1929年（昭和4年）富洲原町議会議員の伊藤平治郎の尽力で完成した「上下水道開通記念池」が設置された。富洲原小学校の第1校舎の西南の方角に1945年（昭和20年）頃まで存在した。
- 1934年（昭和9年） - 平田紡績社長・富洲原町議会議員の平田佐矩の寄付によって講堂が建設されてこの年に完成する。
- 1936年（昭和11年） - 講堂が完成。奉安殿が新築される。実験用動物供養塚ができる。[8]
- 1941年（昭和16年） - 2月11日に三重郡富洲原町が四日市市に併合されて、四日市市の一部の富洲原地区となる。同時に四日市市富洲原尋常高等小学校に改称される。4月に四日市市富洲原国民学校となる。三重郡富洲原町が四日市市に合併して四日市市立の学校となる。軍国主義教育が実施される。三重県遺族会の統計では、平田佐貞など大正世代の若い男性を中心に明治末期から昭和一桁世代の富洲原尋常高等小学校の卒業生が約500人も戦死した。食糧事情の悪化で運動場は甘藷畑・大豆畑・南瓜畑となり生徒が農作業をして、防寒服に使う軍用兎が83羽も飼育されて、講堂は擬装網の作業場となり、高等科の生徒が学徒動員で平田紡績（中島飛行機の戦闘機製造工場）や巽鉄工所の工場で労働したり、女子は東洋紡績富田工場の製造補助や男女でいろいろな仕事で働かされる。[9]

### 昭和時代（戦後）
- 1947年（昭和22年）4月に四日市市市立富洲原小学校となる。
- 1951年（昭和26年） - 学校給食制度により給食室が増築される。
- 1955年（昭和30年） - 3つの錨の校旗が制定される。三重県下初のヤマハ製ミュージックサイレンが設置される。
- 1959年（昭和34年） - 伊勢湾台風で被災する。富田一色地区出身の富洲原小学校の児童が10名近く死亡する。
- 1960年（昭和35年） - 管理棟の工事が竣工される。富洲原小学校の校歌が制定される。尾鷲市立尾鷲小学校に次いで、三重県第2位の規模のマンモス校となる（当時は全児童数が約2000人だった）。
- 1962年（昭和37年） - 水泳用のプールが新築される。
- 1966年（昭和41年） - 富洲原幼稚園の創設に伴い、富洲原小学校の校舎の一部が園舎となる。特別支援学級（特殊学級）が設置される。
- 1967年（昭和42年）から1988年（昭和63年）の期間内 - 富洲原小学校の近代化として、校舎の大規模改修工事を徐々に行った。講堂の内外が大改修される。木造校舎から鉄筋校舎が建設される。
- 1972年（昭和47年） - 通学路が設定される。
  - 昭和40年代〜昭和60年代の期間内に四日市市によって以下の工事が実施された。
    1. 普通教室の11教室を建設する工事が実施された。
    2. 水泳用の更衣室や女性教師が着替えに使用する更衣室を建設する工事が実施された。
    3. 印刷室を建設する工事が実施された。
    4. 特別教室である4つの教室を建設する工事が実施された。
    5. 児童の衛生面や排便の際の羞恥心がある事を考慮して和式便所から洋式トイレに変更する事となり、洋式の便所施設が完成する。
    6. 特別教室である家庭室を建設する工事が実施された。
    7. 図工室を建設する工事が実施された。
    8. 音楽室を建設する工事が実施された。
    9. 学習用のビデオで勉強する視聴覚室が完成する。
- 1976年（昭和51年） - 学校創立100周年記念式典と記念行事が実施される。創立100周年記念誌が発行される。
- 1987年（昭和62年） - 当時のニュースで大きく報道された事件で、富洲原小学校に勤務していた37歳男性教師が不倫の末に員弁郡の小学校に勤務する25歳女性教師を殺害する事件が発生した[10][11]。

#### マンモス校時代
- 全盛期の児童数がいた昭和一桁世代から団塊の世代までが在籍した戦中・戦後期（昭和20年代 - 昭和30年代）は以下の児童数であった。
- 昭和22年度生まれは団塊の世代であった事から、男子201人 女子197人 学年の合計は398人であった。
- 昭和23年度生まれは団塊の世代の第1次ベビーブームであった事から、男子180人 女子173人 学年の合計が約353人であった。
- 昭和24年度生まれは団塊の世代であった事から、男子174人 女子166人 学年の合計が340人であった。以上が団塊の世代のベビーブームによるものである。
- しかし、優生保護法が成立した1950年（昭和25年）には中絶が合法化された事で出産数が減少した。ポスト団塊世代の昭和25年度生まれは、男子126人 女子140人 学年の合計が266人であった。
- 昭和26年度生まれは、男子136人 女子130人 学年の合計が266人であった。
- 昭和27年度生まれは、男子106人 女子117人 学年の合計が223人であった。[12]
- 四日市市立富洲原小学校の合計児童数が1846人で尾鷲市立尾鷲小学校に次ぐ三重県第2位の生徒数の多さであり、全盛期の富洲原地区は人口が多かった。三重県第2位の7クラス300人以上の児童数がいた。富洲原小学校は三重県第2位の規模のマンモス校だった。

#### 富洲原小学校の児童数の減少
- しかし新人類世代になって、核家族化が進み平均兄弟数が2人まで少子化が進行した影響で、四日市市の市政情報センターに依頼した富洲原小学校の児童数の調査の統計では新人類世代～バブル世代の富洲原小学校の卒業生で児童数が一番少ない学年が男子75人で女子が87人の合計児童数が 162人の昭和41年度生まれである。昭和51年発行の富洲原小学校100周年記念誌の記述では149人となっている1966年度（昭和41年生まれ）の丙午によって出生数が減少した学年となっている。新人類世代の最も児童数が多い学年が男子119人で女子94人の合計児童数が213人（昭和35年度生まれ）となっていて、新人類世代の富洲原小学校の児童数は平均4クラスから5クラスの170人体制となる。
- 団塊ジュニア世代は富田一色地区出身の団塊の世代が富洲原地区外に転出したことで減少した。その結果として子供世代の団塊ジュニアも少数となり平均4クラス160人前後（団塊ジュニア世代の第2次ベビーブームの前後で最も卒業生が多い学年は昭和45年度生まれが185人であり、昭和46年度生まれは男子が94名で女子が89名で合計が183名の調査結果となった。昭和47年度生まれは男子が86名で女子が78名で合計が164名で昭和48年度生まれが男子が80名で女子で84名で合計が164名で昭和49年度生まれは男子が83名で女子で73名で合計が156名であった。昭和50年度生まれは149人である。昭和51年度生まれ以降の平成期は130人以下の児童数である）となり、富洲原地区には他の日本国内と違いベビーブームが発生せず、富洲原地区だけ特別に第2次ベビーブームによるボリュームがなかった。
- ポスト団塊ジュニア世代の昭和55年度生まれからは3クラス108人となり、富田一色地区の人口減少と少子化が進み富洲原小学校の児童数が3クラス90人から115人体制となる。[13]
- ゆとり世代の平成5年度生まれから平成10年度生まれまでの期間内には天ヶ須賀地区の新興住宅団地の建設で児童数が増加して4クラス120人近くまで回復した。しかし天ヶ須賀の新興住宅団地の住民と富田一色地区の児童数が減少した2003年（平成15年度生まれ）以降のゆとり世代より下の21世紀生まれの世代は2クラスが主流となり児童数80人以下まで少子化が進行している。

### 平成時代
- 1990年（平成2年） - 富洲っ子体操（横綱千代の富士の土俵入りのポーズなど運動会で実施された体操）が創作される。
- 1991年（平成3年） - 体育館が完成する。講堂を社会教育施設に転用する。
- 1992年（平成4年） - 職員玄関が完成する。3月に最後の4クラス120人以上だった6年生の1979年（昭和54年度生まれ）が卒業して全学年が3クラス体制となる。
- 1993年（平成5年） - 初の女性教頭誕生。昭和期の大規模生徒による合唱活動の学校から自然教育及び他学年交流活動への教育方針の変更。松原地区東平町出身のPTA会長の発案でPTAが実施した1992年（平成4年度）のバザーの売り上げで1993年（平成5年）4月にアスレチック施設が新設される。富洲原駅の駅名問題がもつれ、校内に侵入した川越町民による講堂への放火未遂で四日市市消防本部の消防車が大量出動する事件が発生する。
- 1996年（平成6年） - 「富洲っ子希望の池」が完成する。
- 1996年（平成8年） - 校舎から講堂へ行き講堂から体育館へ行く渡り廊下が完成する。
- 1997年（平成9年）から1998年（平成10年）までの期間内 - 北校舎前の「緑の広場」が完成する。職員室の東側にも「緑の広場」を建設してクスノキ（楠の木）周辺が整備される。
- 1999年（平成11年） - 松原門が拡張される。1年おきのクラス替え制度だったが変更される。1年おきのクラス編成では以下の通りだった。
  - 入学前から1年生となった入学時にクラスの編成を実施する。そのまま2年生まで同じ学級で編成される。
  - 2年生から3年生となった進級時にクラス替えを実施する。そのまま4年生まで同じ学級で編成される。
  - 4年生まで5年生となった進級時にクラス替えをする1年おきに改組する制度だった。
  - その後毎年実施するクラス替え制度に移行される。
- 2001年（平成13年） - バリアフリー化の改修工事がされる。
- 2005年（平成17年） - 四日市ぜんそくの被害の参考にする大気汚染を調査する四日市公害観測所が閉鎖される。
- 2007年（平成19年） - 体育館で自動体外式除細動器（AED）が設置及び教師によって使用されたが体育の授業で心臓発作による6年生男子児童の死亡事故がおきる[14]。
- 2008年（平成20年） - 毎年防腐剤を塗っていたアスレチック遊具の維持費削減により木材が腐ってきたため事故防止目的でアスレチック遊具が撤去される[15]。

### 平成末期から令和時代の少子化時代
- 2013年（平成25年）4年生と6年生の教室の本校舎を改造して、富洲原小学校の校舎が富洲原地区の津波避難ビルに指定される。
- 2014年（平成26年）講堂の内部に住吉町（天ヶ須賀地区）から移転した学童保育所が設置される。
- 2016年（平成28年）～2017年（平成29年）に北校舎が新しい校舎に改築される。
- 2011年（平成23年の東日本大震災の頃）から令和初期にかけて女性校長が誕生するなどジェンダー平等教育、防災教育や四日市公害関係の人権教育活動を開始する。
- 令和初期（2023年夏休み）中央位置の中校舎の大規模改築工事が実施される。コロナウイルスなどの対策で学級閉鎖などの措置を実施した。

## クラブ活動
- 富洲原アトムズ野球少年団
- 富洲原フットボールクラブ（基本的には男子のみだが一部女子も参加可能である。小学生から社会人までのチームがあり、各年代で構成されている。監督は四日市中央工業高等学校のサッカー部出身で横浜FCの北村知隆選手と親戚である。）
- 富洲原ミニバスケットボールクラブ（女子のみ）
- 切り絵クラブ（2000年代にイラストクラブに改称された）
- スポーツクラブ（2000年代にベースボールクラブ・サッカークラブ・一輪車クラブ・ドッジボールクラブに4分割された）
- オセロクラブ（平成5年度に存在したが2000年代に廃止された）
- バスケットボールクラブ（1990年代から現在まで存続する歴史があるクラブ）
- 手作り絵本クラブ（1990年代から現在まで存続する歴史があるクラブ）
- トランプカードクラブ（2000年代に廃止された）
- 手芸クラブ（1990年代から現在まで存続する歴史があるクラブ）
- インディアカクラブ（2000年代に和太鼓部に変更された）
- バドミントンクラブ（2000年代に廃止された）
- 伝承遊びクラブ（2000年代に和太鼓部に変更された）
- 将棋倶楽部（1990年代から現在まで存続する歴史があるクラブ）
- パソコンクラブ（1990年代から現在まで存続する歴史があるクラブ）
- 音楽クラブ（2000年代に廃止された）
- ビーチバレークラブ（2000年代にソフトバレー部に改称された）
- アート（工作）クラブ（2000年代に新設されたクラブ）

## 委員会
- 児童会（5年生以上が対象で選挙で会長・副会長・書記・会計を選出）
- 代表委員会（5年生以上が対象で選挙で代表委員を選出）
- 学級委員会（3年生以上が対象で男女で学級委員長を選挙で選出）
- 体育委員会
- 美化委員会
- 給食委員会
- 放送委員会
- 図書委員会
- 掲示委員会
- 飼育委員会
- 保健委員会
- 園芸委員会（1990年代に花壇が無くなり「富洲っ子希望の池」が完成した事で環境委員会に改称される）

## 三重郡富洲原町時代
富洲原町立実科高等女学校
1919年（大正8年）に四日市市立高等女学校が生徒募集が停止となり、家政科教育や女子教育など実科学校の設立の必要性があり、初代平田佐次郎が創設した平田紡績株式会社（製網工場）・伊藤平治郎が誘致及び創設した東洋紡績（紡績設備がある富田工場）・三重浴布（布を製造する工場）・三重織布（タオルを製造する工場）など繊維産業が盛んで若い女性の人口が多かった三重郡富洲原町に富洲原町立実科高等女学校が、1926年（大正15年）4月6日に三重郡富洲原町立尋常高等小学校に併設された。開学した当初の定員は100名であった。修学する年限は2ヵ年であった。1931年（昭和6年）の学則改正で修業する年限が4ヵ年となった。定員は200名となる。
富洲原町立青年学校
満州事変後の軍国主義化の国民皆兵教育のため、1935年（昭和10年）に公布された青年学校令に基づき設置された青年学校の富洲原町立青年学校が開設された。
平田佐矩寄贈の講堂と奉安殿
平田佐矩など篤志家の寄付と富洲原町民の寄付で、三重県下で第1位の規模となる大規模でハイカラな外観の講堂が完成した。近衛文麿交響楽団・藤原義江歌劇団などの公演があり、富洲原の地域文化の殿堂となった。平田佐矩は1936年（昭和11年）に富洲原奉安殿と講堂の建設資金を寄付した。

## 講堂
1935年（昭和10年）4月に建設工事が開始され、1936年（昭和11年）3月に施工となった。皇太子明仁親王誕生の祝賀記念事業（伊勢新聞の昭和9年2月9日の記事を参考）として実施された。
- 建築名称： 四日市市立富洲原小学校講堂（旧称は富洲原町立富洲原尋常高等小学校講堂）
- 工事請負者： 伊藤孫市
- 建設費： 65410円
平田佐矩による2100円の寄付金もあった。
- 設計： 名古屋高等工業学校（現在の名古屋工業大学）[19]

## 変遷
富田一色村時代
1. 一色学校（明治9年2月に一色学校と命名される）が創立される。
2. 一色尋常小学校（明治20年から明治22年までの期間内には一色尋常小学校と改称されていた。一色簡易科授業所を併設する）。
3. 富洲原尋常小学校（明治25年に富洲原尋常小学校に統合される）。

天ヶ須賀村時代
1. 天ヶ須賀学校（明治10年に天ヶ須賀学校と命名される）が創立される。
2. 天ヶ須賀簡易科授業所（明治20年から明治24年までの期間内に天ヶ須賀簡易科授業所と改称される）。
3. 富洲原尋常小学校（明治25年に富洲原尋常小学校に統合される）。

富洲原村〜富洲原町〜四日市市富洲原地区時代
1. 富洲原尋常小学校（明治25年に一色学校と天ヶ須賀学校が統合されて富洲原尋常小学校となる）。
2. 富洲原尋常高等小学校（明治35年に富洲原尋常高等小學校に改称される）。
3. 四日市市富洲原尋常高等小学校（昭和16年2月に四日市市富洲原尋常高等小学校に改称される）。
4. 四日市市富洲原国民学校（昭和16年4月に四日市市富洲原国民学校に改称される）
5. 四日市市立富洲原小学校（昭和22年4月に四日市市市立富洲原小学校に改称される）。

## 著名な卒業生
平田家（平田紡績家）
- 二代目平田佐次郎（平田紡績2代目社長で卒業生でなくて富洲原小学校の関係者とされる）
- 平田佐十郎（平田紡績3代目社長）
- 平田佐矩（平田紡績4代目社長・四日市市長）
- 平田佐貞（軍人・俳人・芸術家）

生川家（富田一色地区）
- 生川平三郎（富洲原町会議員・実業家・水産功労者）

宗村家（平田紡績家・暁学園教育者）
- 宗村佐信（平田紡績5代目社長・暁学園の創設者）
- 宗村完治（平田紡績6代目社長・暁学園の第2代理事長）
- 宗村明夫（平田紡績7代目社長）

国会議員
- 片岡恒一（衆議院議員）

医師
- 野村碩胤（学校医で富洲原町の地域医療を行った医師）

実業家
- 伊藤平治郎（実業家・平治郎橋建設者で日永村の仏教寺院の生まれで東京の日大・一橋大学など首都圏地域出身か富洲原出身か不明な富洲原小学校の関係者）

スポーツ選手
- 北村知隆（プロサッカー選手）
- 小川友幸（オートバイ選手）
- 大倉三佳（女子プロ野球選手）
- 巨砲丈士（力士・東洋町商店街出身）

## 通学区域
通学地区
1. 富田一色地区
2. 天ヶ須賀地区
3. 松原地区

四日市市内の次の町
- 富田一色地区
  1. 富田一色町
  2. 富双2丁目
- 天ヶ須賀地区
  1. 天ヶ須賀1丁目 - 天ヶ須賀2丁目-天ヶ須賀3丁目-天ヶ須賀4丁目-天ヶ須賀5丁目
  2. 住吉町
  3. 天ヶ須賀新町
- 松原地区
  1. 松原町
  2. 平町
  3. 富州原町（富洲原小学校と甚五兵衛町自治会は富田一色地区所属）

四日市市立大矢知興譲小学校との共同学区
1. 西富田2丁目 - 西富田3丁目
2. 蒔田1丁目 - 蒔田2丁目 - 蒔田3丁目 - 蒔田4丁目
3. 松寺1丁目 - 松寺2丁目 - 松寺3丁目

## 学校周辺
- 四日市市富洲原地区市民センター（富田一色甚五兵衛町自治会と天ヶ須賀富洲園団地の中間に位置する）
- 塩役運河跡地の水と緑のせせらぎ広場（富田一色地区）
- 須賀浦海水浴場の埋め立て地の天ヵ須賀工業団地（天ヵ須賀新町）
- 飛鳥神社（富田一色地区広小路町通り）
- 住吉神社（天ヶ須賀地区北町）
- 聖武天皇社（松原地区松原町）
- イオンモール四日市北（松原地区富州原町の新栄町自治会）

## アクセス
- 近鉄名古屋線川越富洲原駅より東方面へ距離は直線で582m、徒歩では約10分。
- JR関西本線富田駅から直線で827m。
- 近鉄名古屋線近鉄富田駅から直線で1.2km。